# Улица Нариманова (Казань)
Улица Нариманова (тат. Нәриманов урамы, Närimanov uramı) — улица в Вахитовском районе Казани. Названа в честь писателя и политического деятеля Наримана Нариманова (1870-1925).

## География
Пересекается со следующими улицами:
- улица Чернышевского
- улица Тази Гиззата
- улица Мартына Межлаука
- улица Галиасгара Камала
- улица Парижской Коммуны
- улица Татарстан

## История
До революции 1917 года состояла из двух частей: 2-я Ямская улица (от Поперечно-Владимирской ул. до Большой Варламской ул.) и Большая Мещанская улица (от Большой Варламской ул. до 1-й Поперечно-Николаевской ул.). 2-я Ямская и участок Большой Мещанской улицы от Большой Варламской до Евангелистовской относился ко 2-й полицейской части; оставшийся участок Большой Мещанской относился к 5-й полицейской части г. Казани. В 1914 году постановлением Казанской городской думы эти две улицы была объединены в Ямскую улицу, но фактически это название не использовалось.  16 мая 1929 года улицы 2-я Ямская и Большая Мещанская были объединены в улицу Нариманова.
В декабре 2006 года часть улицы Нариманова от улицы Татарстан до пересечения с улицей Габдуллы Тукая переименована в улицу Сары Садыковой.

## Достопримечательности
- № 48 — Дом Галиаскара Камала
- №№ 50, 52 — жилые дома Казанского портового элеватора.[9]
- № 62 — Здание типографии «Миллят»
- № 63 — Усадьба Сайдашева